# Danske Klassikere
Danske klassikere er en bogserie udgivet af det Det Danske Sprog- og Litteraturselskab  i samarbejde med hhv. Borgen (1986-2008) og Gyldendal (siden 2010).
Danske Klassikere beskrives som en serie der omfatter en række hovedværker i den danske litteraturs historie – og nogle, der burde være det. Serien udgøres ikke kun af guldrandede klassikere, men også af værker, der i dag er ganske ukendte, selv om de i samtiden nød stor anerkendelse. Teksterne er eftergået kritisk og forsynet med oplysende kommentarer og efterskrifter.

## Bøger i serien
- Jens Baggesen: Labyrinten, Gyldendal 2016. Se DSLs beskrivelse
- J.P. Jacobsen: Niels Lyhne 3. udgave, Gyldendal 2015. Originalt udgivet 1880. Se DSLs beskrivelse
- Tom Kristensen: Hærværk 2. udgave, Gyldendal 2015. Originalt udgivet 1930. Se DSLs beskrivelse
- Tom Kristensen: Livets Arabesk, Gyldendal 2015. Originalt udgivet 1921. Se DSLs beskrivelse
- Ludvig Holberg: Peder Paars, Gyldendal 2015. Originalt udgivet 1720. Se DSLs beskrivelse
- Gustaf Munch-Petersen: Samlede digte 2. udgave, Gyldendal 2015. Originalt udgivet 1932-1937. Se DSLs beskrivelse
- Peter Nansen: Brødrene Menthe, Gyldendal 2015. Originalt udgivet 1915. Se DSLs beskrivelse
- Knud Hjortø: Hans Råskov, Gyldendal 2014. Originalt udgivet 1906. Se DSLs beskrivelse
- Knud Hjortø: Støv og stjærner, Gyldendal 2014. Originalt udgivet 1904. Se DSLs beskrivelse
- Hans Kirk: Fiskerne, Gyldendal 2014. Originalt udgivet 1928. Se DSLs beskrivelse
- Herman Bang: Ti Aar · Rundt i Norge, Gyldendal 2013. Originalt udgivet 1891 og 1892. Se DSLs beskrivelse
- H.C. Branner: Om lidt er vi borte · Historien om Børge · To Minutters Stilhed , Gyldendal 2011. Originalt udgivet 1939, 1942, 1944. Se DSLs beskrivelse
- Martin A. Hansen: Lykkelige Kristoffer, Gyldendal 2011. Originalt udgivet 1945. Se DSLs beskrivelse
- Henrik Pontoppidan: Smaa Romaner 1905-1927, Gyldendal 2011. Originalt udgivet 1905-1927. Se DSLs beskrivelse
- Vilhelm Topsøe: Jason med det gyldne Skind – En Fortælling, Gyldendal 2010. Originalt udgivet 1875. Se DSLs beskrivelse
- Knud Hjortø: To verdener, Borgen 2008. Originalt udgivet 1905. Se DSLs beskrivelse
- J.P. Jacobsen: Niels Lyhne 2. reviderede udgave, Borgen 2008. Originalt udgivet 1880. Se DSLs beskrivelse
- Amalie Skram: Constance Ring, Borgen 2008. Originalt udgivet 1885. Se DSLs beskrivelse
- H.C. Andersen: En Digters Bazar, Borgen 2006. Originalt udgivet 1842. Se DSLs beskrivelse
- Knud Sønderby: Midt i en Jazztid · To Mennesker mødes, Borgen 2006. Originalt udgivet 1931 og 1932. Se DSLs beskrivelse
- H.C. Andersen: I Spanien, Borgen 2005. Originalt udgivet 1863. Se DSLs beskrivelse
- Herman Bang: Stuk 2. reviderede udgave, Borgen 2005. Originalt udgivet 1887. Se DSLs beskrivelse
- Martin Andersen Nexø: Ditte Menneskebarn, Borgen 2005. Originalt udgivet 1917-1920. Se DSLs beskrivelse
- Jørgen Nielsen: En Kvinde ved Baalet, Borgen 2005. Originalt udgivet 1933. Se DSLs beskrivelse
- Henrik Pontoppidan: Smaa Romaner 1893-1900, Borgen 2005. Originalt udgivet 1893, 1894, 1896 og 1900. Se DSLs beskrivelse
- H.C. Andersen: De to Baronesser – Roman i tre Dele 2. reviderede udgave, Borgen 2004. Originalt udgivet 1849. Se DSLs beskrivelse
- H.C. Andersen: Fodreise fra Holmens Canal til Østpynten af Amager i Aarene 1828 og 1829 2. reviderede udgave, Borgen 2004. Originalt udgivet 1829. Se DSLs beskrivelse
- H.C. Andersen: Improvisatoren – Original Roman i to Dele 2. reviderede udgave, Borgen 2004. Originalt udgivet 1835. Se DSLs beskrivelse
- H.C. Andersen: Kun en Spillemand – Original Roman i tre Dele 2. reviderede udgave, Borgen 2004. Originalt udgivet 1837. Se DSLs beskrivelse
- Johannes Ewald: Herr Panthakaks Historie · Levnet og Meeninger 2. reviderede udgave, Borgen 2004. Originalt udgivet 1771 og 1774-78. Se DSLs beskrivelse
- Ludvig Holberg: Seks komedier 2. reviderede udgave, Borgen 2004. Originalt udgivet 1723-1731. Se DSLs beskrivelse
- Søren Kierkegaard: Begrebet Angest 2. reviderede udgave, Borgen 2004. Originalt udgivet 1844. Se DSLs beskrivelse
- H.C. Andersen: I Sverrig, Borgen 2003. Originalt udgivet 1851. Se DSLs beskrivelse
- H.C. Andersen: Rejseskitser 1826-1872 · Billedbog uden Billeder · Et Besøg i Portugal 1866, Borgen 2003. Originalt udgivet 1826-1872. Se DSLs beskrivelse
- H.C. Andersen: Skyggebilleder af en Reise til Harzen, det sachsiske Schweitz, etc. etc., i Sommeren 1831 2. reviderede udgave, Borgen 2003. Originalt udgivet 1831. Se DSLs beskrivelse
- Knud Hjortø: Syner, Borgen 2003. Originalt udgivet 1899. Se DSLs beskrivelse
- J.P. Jacobsen: Fru Marie Grubbe – Interieurer fra det syttende Aarhundrede 2. reviderede udgave, Borgen 2003. Originalt udgivet 1876. Se DSLs beskrivelse
- Søren Kierkegaard: Frygt og Bæven · Sygdommen til Døden · Taler 2. udgave, Borgen 2003. Originalt udgivet 1843-1849. Se DSLs beskrivelse
- Thomasine Gyllembourg: Drøm og Virkelighed · To Tidsaldre 2. udgave, Borgen 2002. Originalt udgivet 1833/1845. Se DSLs beskrivelse
- Martin Andersen Nexø: Pelle Erobreren, Borgen 2002. Originalt udgivet 1906-1910. Se DSLs beskrivelse
- H.C. Andersen: "At være eller ikke være" – Roman i tre Dele, Borgen 2001. Originalt udgivet 1857. Se DSLs beskrivelse
- H.C. Andersen: Lykke-Peer, Borgen 2001. Originalt udgivet 1870. Se DSLs beskrivelse
- Herman Bang: Realisme og Realister · Kritiske Studier og Udkast, Borgen 2001. Originalt udgivet 1879-1880. Se DSLs beskrivelse
- Holger Drachmann: Forskrevet – Roman, Borgen 2000. Originalt udgivet 1890. Se DSLs beskrivelse
- Meïr Aron Goldschmidt: Hjemløs – En Fortælling, Borgen 2000. Originalt udgivet 1853-1857. Se DSLs beskrivelse
- Johan Ludvig Heiberg: Dramatik i udvalg, Borgen 2000. Originalt udgivet 1816-1845. Se DSLs beskrivelse
- H.C. Andersen: O. T. – Original Roman i to Dele, Borgen 1999. Originalt udgivet 1836. Se DSLs beskrivelse
- Ludvig Holberg: Seks komedier, Borgen 1999. Originalt udgivet 1723-1731. Se DSLs beskrivelse
- Søren Kierkegaard: Dagbøger i udvalg 1834-1846, Borgen 1999. Originalt udgivet 1834-1846. Se DSLs beskrivelse
- Martin Andersen Nexø: Erindringer, Borgen 1999. Originalt udgivet 1932-1939. Se DSLs beskrivelse
- Henrik Pontoppidan: Smaa Romaner 1885-1890, Borgen 1999. Originalt udgivet 1885-1890. Se DSLs beskrivelse
- Steen Steensen Blicher: Noveller, Borgen 1999. Originalt udgivet 1824-1842. Se DSLs beskrivelse
- Emil Aarestrup: Udvalgte digte, Borgen 1998. Originalt udgivet . Se DSLs beskrivelse
- Johannes Ewald: Udvalgte digte, Borgen 1998. Originalt udgivet 1765-1781. Se DSLs beskrivelse
- Søren Kierkegaard: Begrebet Angest, Borgen 1998. Originalt udgivet 1844. Se DSLs beskrivelse
- Frederik Christian Sibbern: Efterladte Breve af Gabrielis, Borgen 1998. Originalt udgivet 1826. Se DSLs beskrivelse
- H.C. Andersen: De to Baronesser – Roman i tre Dele, Borgen 1997. Originalt udgivet 1849. Se DSLs beskrivelse
- Johannes Vilhelm Jensen: Madame D'Ora · Hjulet, Borgen 1997. Originalt udgivet 1904 og 1905. Se DSLs beskrivelse
- Jacob Paludan: Fugle omkring Fyret, Borgen 1997. Originalt udgivet 1925. Se DSLs beskrivelse
- Ernesto Dalgas: Dommedags Bog – En Vandring gennem Eksistensens Verden berettet af Peregrinus peripateticus, Borgen 1996. Originalt udgivet 1903. Se DSLs beskrivelse
- Jakob Knudsen: Sind – Fortælling, Borgen 1996. Originalt udgivet 1903. Se DSLs beskrivelse
- Martin Andersen Nexø: Soldage, Borgen 1996. Originalt udgivet 1903. Se DSLs beskrivelse
- Adam Oehlenschläger: Helge – Et Digt, Borgen 1996. Originalt udgivet 1814. Se DSLs beskrivelse
- H.C. Andersen: Improvisatoren – Original Roman i to Dele, Borgen 1995. Originalt udgivet 1835. Se DSLs beskrivelse
- Meïr Aron Goldschmidt: Noveller og andre fortællinger, Borgen 1995. Originalt udgivet 1846-1883. Se DSLs beskrivelse
- J.P. Jacobsen: Niels Lyhne, Borgen 1995. Originalt udgivet 1880. Se DSLs beskrivelse
- Thomas Kingo: Digtning i udvalg, Borgen 1995. Originalt udgivet 1668-1698. Se DSLs beskrivelse
- Thøger Larsen: Fire digtsamlinger 1904-1912, Borgen 1995. Originalt udgivet 1904-1912. Se DSLs beskrivelse
- Moralske fortællinger 1761-1805, Borgen 1994. Originalt udgivet 1761-1805. Se DSLs beskrivelse
- Hans Adolph Brorson: Udvalgte salmer og digte, Borgen 1994. Originalt udgivet 1732ff. Se DSLs beskrivelse
- Mathilde Fibiger: Clara Raphael · Minona, Borgen 1994. Originalt udgivet 1851/1854. Se DSLs beskrivelse
- Søren Kierkegaard: Frygt og Bæven · Sygdommen til Døden · Taler, Borgen 1994. Originalt udgivet 1843-1849. Se DSLs beskrivelse
- Ernesto Dalgas: Lidelsens Vej – En Selvbiografi af en Afdød, Borgen 1993. Originalt udgivet 1903. Se DSLs beskrivelse
- Hans Egede Schack: Phantasterne – Fortælling, Borgen 1993. Originalt udgivet 1858. Se DSLs beskrivelse
- Thomasine Gyllembourg: Drøm og Virkelighed · To Tidsaldre, Borgen 1993. Originalt udgivet 1833 og 1845. Se DSLs beskrivelse
- J.P. Jacobsen: Lyrik og prosa, Borgen 1993. Originalt udgivet 1865-1884. Se DSLs beskrivelse
- Marie Bregendahl: En Dødsnat, Borgen 1992. Originalt udgivet 1912. Se DSLs beskrivelse
- Ludvig Holberg: Moralske Tanker, Borgen 1992. Originalt udgivet 1744. Se DSLs beskrivelse
- At læse klassikere, Borgen 1991. Originalt udgivet . Se DSLs beskrivelse
- Fortællinger og kortprosa 1877-1907, Borgen 1991. Originalt udgivet . Se DSLs beskrivelse
- Poul Chievitz: Fra Gaden, Borgen 1991. Originalt udgivet 1848. Se DSLs beskrivelse
- Frederik Paludan-Müller: Dandserinden – Et Digt, Borgen 1991. Originalt udgivet 1833. Se DSLs beskrivelse
- Sophus Claussen: Antonius i Paris · Valfart, Borgen 1990. Originalt udgivet 1896. Se DSLs beskrivelse
- Johan Ludvig Heiberg: Nye Digte · 1841 – Reformationskantaten 1839, Borgen 1990. Originalt udgivet 1841. Se DSLs beskrivelse
- Harald Kidde: Jærnet – Roman om Järnbäraland, Borgen 1990. Originalt udgivet 1918. Se DSLs beskrivelse
- Bernhard Severin Ingemann: Fjorten Eventyr og Fortællinger, Borgen 1989. Originalt udgivet 1820-1864. Se DSLs beskrivelse
- J.P. Jacobsen: Fru Marie Grubbe – Interieurer fra det syttende Aarhundrede, Borgen 1989. Originalt udgivet 1876. Se DSLs beskrivelse
- H.C. Andersen: Kun en Spillemand – Original Roman i tre Dele, Borgen 1988. Originalt udgivet 1837. Se DSLs beskrivelse
- Vilhelm Bergsøe: Fra Piazza del Popolo – Novelle-Cyclus, Borgen 1988. Originalt udgivet 1877. Se DSLs beskrivelse
- Johannes Ewald: Herr Panthakaks Historie · Levnet og Meeninger, Borgen 1988. Originalt udgivet . Se DSLs beskrivelse
- Meïr Aron Goldschmidt: Arvingen, Borgen 1988. Originalt udgivet 1865. Se DSLs beskrivelse
- Jakob Knudsen: Gjæring · Afklaring, Borgen 1988. Originalt udgivet 1902. Se DSLs beskrivelse
- Herman Bang: Stuk, Borgen 1987. Originalt udgivet 1887. Se DSLs beskrivelse
- Holger Drachmann: En Overkomplet, Borgen 1987. Originalt udgivet 1876. Se DSLs beskrivelse
- Bernhard Severin Ingemann: Valdemar Seier, Borgen 1987. Originalt udgivet 1826. Se DSLs beskrivelse
- Karl Larsen: Københavnerfortællinger – Udenfor Rangklasserne · Kresjan Vesterbro · I det gamle Voldkvarter , Borgen 1987. Originalt udgivet 1896-1899. Se DSLs beskrivelse
- Erik Skram: Gertrude Coldbjørnsen, Borgen 1987. Originalt udgivet 1879. Se DSLs beskrivelse
- H.C. Andersen: Fodreise fra Holmens Canal til Østpynten af Amager i Aarene 1828 og 1829, Borgen 1986. Originalt udgivet 1829. Se DSLs beskrivelse
- H.C. Andersen: Skyggebilleder af en Reise til Harzen, det sachsiske Schweitz etc. etc., i Sommeren 1831, Borgen 1986. Originalt udgivet 1831. Se DSLs beskrivelse
- Herman Bang: Ludvigsbakke, Borgen 1986. Originalt udgivet 1896. Se DSLs beskrivelse
- Herman Bang: Tine, Borgen 1986. Originalt udgivet 1889. Se DSLs beskrivelse
- Sophus Claussen: Unge Bander – Fortælling fra en Købstad. Med et lyrisk Forspil: "Frøken Regnvejr", Borgen 1986. Originalt udgivet 1894. Se DSLs beskrivelse